# Tết này ai đến xông nhà
Tết này ai đến xông nhà là bộ phim điện ảnh thể loại hài của Việt Nam năm 2002 do Trần Lực đạo diễn với kịch bản của Lê Ngọc Minh. Bộ phim này được xem là bộ phim Tết đầu tiên của Điện ảnh Việt Nam và cũng là phim giải trí đầu tiên do một hãng phim nhà nước sản xuất. Các diễn viên chính tham gia trong phim gồm Quốc Khánh, Chí Trung và người mẫu Trần Hoàng Xuân.

## Nội dung
Nhân vật chính là anh chàng kỹ sư có tài và rất đào hoa tên Thi, tuy sắp 40 tuổi nhưng vẫn chưa muốn lấy vợ vì anh luôn muốn tìm một người phụ nữ thật hoàn hảo, mặc dù có rất nhiều người để chọn lựa. Bộ phim mở đầu với lời từ chối tình cảm mà Thi dành cho cô đồng nghiệp Thu Vân vì chiều cao khiêm tốn của cô dù đã 2 năm hẹn hò.
Một lần tại trạm xăng, Thị bị va chạm vào xe bởi một cô gái có dáng đẹp và giọng nói ngọt ngào, cô bồi thường cho anh 100 USD. Sau vụ việc, Thi đã có cảm xúc với cô gái và quyết tâm đi tìm với sự giúp đỡ của hai người bạn nối khố là Quốc và Mớ. Quốc là quân sư chí cốt của Thi, mọi dự định tình cảm nghiêm túc của Thi đều được anh này góp ý, Quốc còn khuyên Thi nên hạn thấp tiêu chuẩn tìm vợ xuống.
Ám ảnh với hình dáng của cô gái 100USD kia, Thi được quen biết được một gái tên Hồng Linh và được mẹ cô rất tâm đắc. Thi ra sức theo đuổi Linh  nhưng bị cô từ chối lời tỏ tình. Thi nhận được thư tỏ tình cảu một cô gái ẩn danh với tên viết tắt THV, ban đầu anh còn tưởng đó là Thu Vân, nên có ý địn quay lại nhưng Thoa, đôàng nghiệp của Vân cho biết cô đã có người yêu. Khi cô gái THV hẹn gặp anh mới biết đấy là Thanh Vi, em gái Quốc. Cô dành rất nhiều tình cảm cho Thi thông qua những bức thư và nhiều tạp nhật ký, nhưng vì giao ước với Quốc và Thi cũng không có tình cảm với Vi nên anh vô tình làm cô thất vọng. Trong lần dự đám cưới của Thu Vân, người yêu cũ của Thi, Thi đã gặp lại cô gái mà anh đang tìm kiếm và mời cô đến chơi Tết gia đình mình. Nhưng điều không ngờ là cô gái này đến xông đất nhà Thi cùng chồng con của cô ấy. Cuối cùng Thi công khai rủ Quốc đi mua một đôi giày cao gót làm quà tặng như một lý do để theo đuổi Vi.

## Diễn viên
- Quốc Khánh vai Thi
- Trần Hoàng Xuân vai Hồng Linh
- Chí Trung vai Quốc
- Quang Thắng vai Trần Mớ
- Trịnh Thịnh vài Bố Thi
- Ngọc Thoa vài Mẹ Thi
- Phạm Thu Thủy vai Thu Vân
- Quách Thu Phương vai Cô gái 100USD
- Thanh Tâm vai Thanh Vi

- An Tôn vai Chồng Thu Vân
- Vũ Huy vai Chồng cô gái 100USD
- Thu Hường vai Vợ Mớ
- Vân Anh vai Hoa
- Tuyết Liên vai Người bán phở rong
- Nha Trang vai Thoa
- Bích Ngọc vai Vẹn
- Thanh Quý vai Mẹ Linh
- Trần Bình Trọng vai Anh chàng ở cây xăng
- Trần Hạnh vai Ông Hạnh
- Văn Hiệp vai Đại diện mâm đám cưới
- Văn Toản vai Chủ quán cóc
- Trần Hoàng vai Cậu bé ở công viên
- Thu An
- Hà Miên
- Danh Sơn

## Sản xuất

### Kịch bản
Tết này ai đến xông nhà xuất phát từ sáng kiến làm chiếu Tết để phục vụ công chúng của Cục trưởng Cục điện ảnh lúc bấy giờ là Tiến sĩ Lưu Trọng Hồng.
Ban đầu kịch bản của Tết này ai đến xông nhà bị nhiều nghệ sĩ phải đối dựng thành phim chiếu rạp. Sau khi nghe đạo diễn Trần Lực thuết trình về tính khả quan của bộ phim, Giám đốc Hãng phim truyện Việt Nam lúc đó là bà Nguyễn Thị Hồng Ngát và Cục trưởng Lưu Trọng Hồng và Cục phó phụ trách tài chính mới đồng ý cho dựng kịch bản thành phim chiếu rạp.

### Tuyển vai
Tết này ai đến xông nhà là bộ phim cuối cùng Trần Lực làm đạo diễn, đến năm 2010, ông mới trở lại đảm nhận vai trò này với bộ phim truyền hình hài cho dịp Tết có tựa đề Thời khắc may mắn. Đây cũng là bộ phim cuối cùng của Nghệ sĩ nhân dân Trịnh Thịnh, trong phim ông vào vai bố của nhân vật chính, Thi.
Đội ngũ sản xuất được Trần Lực lên danh sách ban đầu gồm nhà quay phim Lý Thái Dũng, chủ nhiệm Dương Đăng Hinh, phó đạo diễn Bích Ngọc, trong đó nhân vật chính được "đo ni đóng giầy" cho Trọng Trinh. Trước ngày bấm máy khoảng 1 tuần, diễn viên Trọng Trinh thông báo cơ quan ông không cho tham gia bộ phim, vai diễn Thi được chuyển sang cho Quốc Khánh, nam diễn viên truyền hình khá đình đám lúc bấy giờ. Khác biệt về ngoại hình của hai diễn viên khiến kịch bản phần cảnh và trang phục cũng phải thay đổi và chỉnh sửa để phù hợp với Quốc Khánh.
Tết này ai đến xông nhà là bộ phim điện ảnh đầu tiên của diễn viên Quang Thắng, dù là một vai nhỏ chỉ xuất hiện trong 3 cảnh quay nhưng, catxê cũng đủ để anh mua một chiếc xe đạp mới. Con trai đạo diễn Trần Lực cùng nhận một vai quần chúng trong bộ phim. Diễn viên chính Quốc Khánh có catxê khoảng 10 triệu đồng.

### Hậu kỳ
Bộ phim được thực hiện trong hai tháng, 1 tháng ghi hình và 1 tháng làm hậu kỳ, âm thanh của phim chỉ là kỹ thuật đơn kênh (mono).
Tết này ai đến xông nhà được ghi hình bằng phim nhựa, ban đầu được quay đầy đủ theo kịch bản với độ dài 10 cuộn phim. Bản cắt cuối cùng chỉ được dựng 9 cuộn nên đã có một số nội dung bị lược bỏ trong đó có đoạn ly hôn giữa Trần Mớ và vợ.

### Nhạc phim
Ca khúc "Quà tặng trái tim" được sử dụng làm bài hát nhạc phim do Ngọc Châu sáng tác và được thể hiện bởi Khánh Linh.

## Phát hành
Là phim do nhà nước sản xuất nên Tết này ai đến xông nhà không đủ kinh phí quảng bá, bộ phim chỉ được giới thiệu trong chương trình Điện ảnh chiều thứ bảy với những clip hậu trường do đoàn phim cung cấp.
Bộ phim Tết này ai đến xông nhà được coi là bộ phim tiên phong về trào lưu làm phim chiếu tết. Bộ phim được công chiếu trong 3 tháng từ 4 tháng 2 năm 2002 (tức 23 tháng 12 năm 2001 âm lịch) đến 20 tháng 4 năm 2002 (âm lịch) tại Hà Nội và từ 9 tháng 2 năm 2002 (tức 8 tháng 12 năm 2001 âm lịch) tại Thành phố Hồ Chí Minh. Bộ phim có sức hấp dẫn và là nạn nhân của nạn vé lậu, giá vé phim chiếu rạp thời điểm bấy giờ vào khoảng 25.000 VNĐ mỗi vé, vé của nhưng Tết này ai đến xông nhà bị dân buôn vé lậu đẩy lên gấp đôi. Bản thân đạo diễn Trần Lực cũng không thể mua được vé giá gốc.

## Đón nhận

### Doanh thu phòng vé
Sau hơn 1 tuần công chiếu, Tết này ai đến xông nhà thu về gần 100 triệu đồng với hơn 4100 xuất chiếu. Sau thành công của Tết này ai đến xông nhà với tổng doanh thu 550 triệu VNĐ, Hãng phim truyện Việt Nam tiếp tục cho sản xuất một bộ phim hài tết có tựa đề Một giờ làm quan.

### Giải thưởng
Tại Giải thưởng Hội Điện ảnh Việt Nam 2001, Giải Khuyến khích của hạng mục Phim truyện nhựa đã thuộc về hai bộ phim Tết này ai đến xông nhà và Hai Bình làm thủy điện đều do Trần Lực đạo diễn 
| Năm  | Giải thưởng                       | Hạng mục         | Kết quả           | Đồng hạng              | Chú thích     |
| ---- | --------------------------------- | ---------------- | ----------------- | ---------------------- | ------------- |
| 2001 | Giải thưởng Hội Điện ảnh Việt Nam | Phim truyện nhựa | Giải Khuyến khích | Hai Bình làm thủy điện | [ 21 ] [ 22 ] |